# Sainte-Pallaye
Sainte-Pallaye település Franciaországban, Yonne megyében. Lakosainak száma 98 fő (2022. január 1.). Sainte-Pallaye Prégilbert, Bazarnes és Deux Rivières községekkel határos.

## Népesség
A település népessége az elmúlt években az alábbi módon változott:
| Lakosok száma | 125  | 115  | 110  | 109  | 108  | 107  | 104  | 101  | 98   |
|               | 2013 | 2015 | 2016 | 2017 | 2018 | 2019 | 2020 | 2021 | 2022 |